# Roi Vaara
Roi Vaara (Moss, 17 luglio 1953) è un artista finlandese.

## Biografia
Dal 1972 al 1975 Vaara ha studiato presso il corso serale generale dell'Università di Arte e Design di Helsinki e dal 1976 al 1977 ha studiato arte presso l'Università di Jyväskylä.
Attivo dal 1979 le sue performance hanno un carattere site-specific utilizzando lo spazio e il contesto in cui decide di performare, con un approccio concettuale, interdisciplinare e una logica onirica. Esplora la poesia dell'azione in relazione al suono e all'interazione sociale. Ha realizzato inoltre performance in parchi e spazi pubblici e solitamente non deputati all'arte contemporanea. Ha documentato il suo lavoro attraverso film e cortometraggi, una delle sue performance video più celebri è Artist's Dilemma del 1997.
Vaara ha presentato più di 500 performance e il suo lavoro è stato esposto in circa 200 mostre e festival internazionali di oltre 30 paesi. 
Artista performativo che fa parte del collettivo di artisti performativi Black Market International dal 1988. 
Nel 2001 ha organizzato il festival "EXIT" a Helsinki coinvolgendo 300 artisti da 34 diversi paesi di provenienza, costituendo il festival di performance più grande fino ad allora.
Ha partecipato a Biennale di Venezia nel 2001 e a Documenta di Kassel nel 1987 e nel 1993.

## Riconoscimenti
Nel 2005 Vaara ha ricevuto il premio Ars Fennica a riconoscimento del significativo impatto del suo lavoro nella scena artistica finlandese . Nel 2010 l'artista ha ricevuto anche la medaglia Pro Finlandia . Nel 2016 gli è stata concessa una pensione statale aggiuntiva per artisti. Il Presidente della Repubblica Finlandese gli ha conferito il titolo di Accademico delle Arti nel marzo 2023.